# Hemoperitoneo
El  hemoperitoneo es la presencia de sangre en la cavidad peritoneal del abdomen. La cavidad peritoneal es muy distensible y puede contener fácilmente gran cantidad de sangre, en ocasiones por encima de los 2 litros. Por este motivo el hemoperitoneo necesita con frecuencia tratamiento quirúrgico urgente.

## Etiología
Puede ser debido a diferentes causas, algunos de las más frecuentes son hemorragias internas producidas por un traumatismo abdominal, lesiones de órganos internos como hígado y bazo, embarazo ectópico, rotura espontánea de aneurismas de la arteria esplénica, alteraciones de la coagulación de la sangre, diálisis peritoneal, pancreatitis hemorrágica y varices abdominales por hipertensión portal. Si no se detecta ninguna causa se clasifica como hemoperitoneo espontáneo idiopático.

## Síntomas
Son muy variables dependiendo de la causa y la intensidad del sangrado. Los más comunes son: dolor abdominal, distensión abdominal, sensación de mareo, náuseas, palidez y en los casos graves choque hipovolémico.

## Tratamiento
El tratamiento recomendado depende de la causa y de la cantidad de sangre acumulada en la cavidad peritoneal. En derrames importantes con frecuencia es necesario realizar transfusión de sangre y recurrir a la cirugía para evacuar la sangre y reparar la lesión causante.